# Берека (річка)

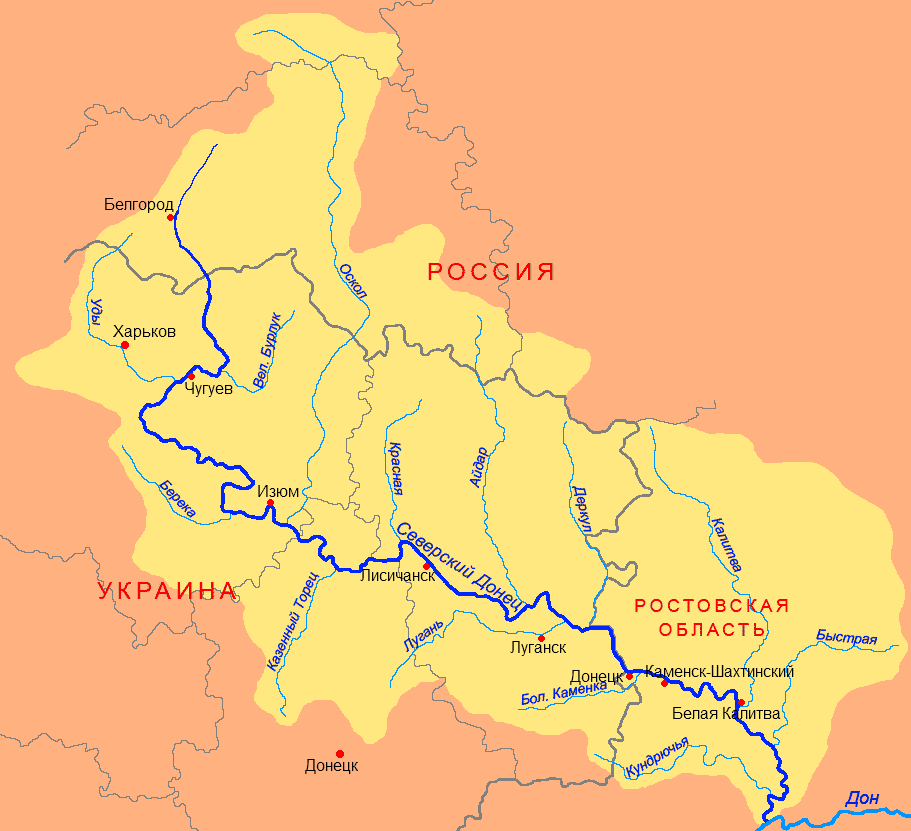
басейн річки Сіверський Донець

Бере́ка — річка в Україні, права притока Сіверського Дінця (басейн Дону), в межах Лозівського та Ізюмського районів Харківської області.

## Опис
Загальна довжина — 82 км, площа водозбірного басейну — 897 км². Характер низинний (похил річки — 0,78 м/км). Русло помірно звивисте, завширшки 5—8 м, місцями до 15—20 м. Глибини річки 0,5—0,8 м. Береги низькі, дно мулисте і грузьке. Долина в верхній течії має вигляд симетричної балки, завширшки близько 500 м. Долина в середній течії має ширину 1,5—2 км, в нижній течії розширюється до 9 км та поступово набуває асиметрію схилів. Схили долини і прилеглі ділянки плато ускладнені балками і ярами.

## Географічне розташування
Річка бере початок біля північно-західної околиці села Береки. Тече переважно на південний схід, у нижній течії — на схід. Впадає до Сіверського Дінця (на схід від села Петрівське), на 634 км від його витоку. 
Найбільші притоки: 2 ліві — Кисіль та Лозовенька і 2 праві — Велика Комишуваха та Бритай. 
На річці споруджено Берецьке водосховище об'ємом 9,25 млн м³ та площею водного дзеркала 328 га. У верхів'ях річки розташований Берецький заказник, між селами Дмитрівка, Українка і Мар'ївка — Дмитрівський гідрологічний заказник, у пониззі річки — Заповідне урочище «Бір».
Населені пункти вздовж берегової смуги: Берека, Олексіївка, Зеленівка, Булацелівка, Шевченкове, Максимівка, Одрадове, Михайлівка, Красиве, Миколаївка, Рокитне, Бунакове, Степове, Лозівське, Святушине, Павлівка Друга, Федорівка, Бакшарівка, Зелений Гай, Дмитрівка, Українка, Мар'ївка, Червоний Лиман, Грушуваха.

## Притоки
Від витоків до гирла:

### Ліві
- Сорочина — балка в Олексіївській сільській громаді. Бере початок на заході від села Верхній Бишкин, тече на південний зіхід і впадає у річку Береку у селі Берека.[2][3]

- Спірна — балка в Олексіївській громаді, впадає на південно-східній околиці села Берека.[2][4]

- Озерна — балка в Олексіївській громаді. Бере початок на південно-західній стороні від села Верхній Бишкин. Тече переважно на південний захід і на південно-східній околиці села Берека впадає у річку Береку. У верхів'ї балки знаходиться Верхньобишкинський заказник.[2][5]

- Полковницька —  балка в Олексіївській громаді. Бере початок на західній стороні від села Киселі. Тече переважно на південний захід і на північній околиці села Олексіївки впадає в річку Береку.[2][6]

- Барибіна — балка в Олексіївській громаді. Бере початок на західній стороні від села Кам'янка. Тече перенважно на південний захід і впадає у Береку у північній частині села Олексіївка[2][7]

- Гримуча — балка в Олексіївській громаді, бере початок на південному заході від села Перерізнівка, тече на південний захід і впадає у Береку між селами Олексіївка та Зеленівка[2][8]

- Сухий Лог — притока в Олексіївській громаді, впадає у Береку навпроти села Зеленівка.[2][9]

- Кисіль

- Крутенька — притока в Олексіївській громаді, впадає у Береку на північно-східній околиці села Миколаївка[10][11]

- Розорана — балка у Балаклійській і Олексіївській громадах. Впадає у Береку на півдні від села Миколаївка. Вздовж берегової ліній на невеликій притоці знаходиться село Картамиш.[10][12]

- Крутий Лог — балка в Олексіївській громаді, бере початок у селі Крутоярка, тече на південний захід і впадає у Береку на заході від села Степове[10][13]

- Яр Михайлівський — яр у Балаклійській і Олексіївській громадах. Довжина балки приблизно 11,1 км[14], Бере початок на південно-західній стороні від села Попівка. Тече переважно на південний захід і впадає в річку Береку у селі Лозівське. Населенні пункти поблизу берегової смуги: Крутоярка, Лозовенька.[10][15] Притоки від витоку до гирла:
  - Коваченків яр - ліва притока яру Михайлівського[16]
  - Попова балка - права притока яру Михайлівського[17]
  - Широка балка - ліва притока яру Михайлівського[18]
  - Токарева балка - ліва притока яру Михайлівського[19]
  - Мокра балка - ліва притока яру Михайлівського[20]
  - Кріпосна балка - ліва притока яру Михайлівського[21]

- Лозовенька

- Терновий — яр у Барвінківській та Лозівській міських громадах. Бере початок на півдні від села Червона Балка, тече спочатку на захід, потім на південний захід. Впадає в Береку у селі Зелений Гай[10][22]

- Кринична — балка у Лозівській громаді, впадає у Береку у селі Зелений Гай[10][23]

- Вовча — балка у Барвінківській громаді, впадає у Береку у селі Дмитрівка[24][25]

- Глибока — балка у Барвінківській громаді. Бере початок у селі Іванівка. Тече переважно на південний схід і між селами Дмитрівка та Мар'ївка впадає в річку Береку.[26][25][10]

- Лисича — балка у Барвінківській громаді, впадає у Береку у селі Мар'ївка[27][25]

- Роздори — балка у Барвінківській громаді, впадає у Береку на півночі від села Червоний Лиман[28][25]

### Праві
- Висока — балка в Олексіївській громаді, бере початок на північному сході від села Високе, тече на північний схід і впадає у річку Береку на південно-східній околиці села Берека.[29][2]

- Балка Генеральська

- Без назви — притока у Первомайській міській та Олексіївській сільській громадах. Бере початок на південно-східній околиці міста Златопіль. Тече переважно на північний схід через село Сиваш і в селі Олексіївка впадає в річку Береку. Ймовірний варіант назви — Соколівська[30][2]

- Мандрин Яр (Лог) — притока в Олексіївській громаді, впадає у Береку північніше села Зеленівка[31][2]

- Зеленщина — балка у Біляївській селищній громаді, бере початок у селі Паризьке, тече на північний схід і впадає у Береку у селі Зеленівка[32][2]

- Широка — балка у біляївській громаді, впадає у Береку у селі Булацелівка[2]

- Довга — балка у Барвінківській громаді, бере початок на південному сході від села Українка, тече переважно на північний схід і впадає в Береку на заході від села Мар'ївка[25][33]

- Крутий — яр у Барвінківській громаді, впадає у Береку навпроти села Мар'ївка[34][25]

- Бритай

- Балка Степова

- Суха — балка у Барвінківській міській громаді, бере початок на північному сході від села Червона поляна, тече переважно на північний захід і впадає у Береку на півночі від села Степок, у нижній течії розорана[25][35]

- Широка

- Глибокий — яр у Барвінківській громаді, впадає у Береку між селами Грушуваха та Велика Комишувахва[36][25]

- Дурна — балка у Барвінківській громаді, впадає у Береку західніше села Велика Комишувахва[37][25]

- Велика Комишуваха

- Короткий — яр у Барвінківській громаді, впадає у Береку на півночі від села Велика Комишуваха[25]

- Довга — балка у Барвінківській громаді, впадає у Береку на півночі від села Велика Комишуваха[25]

- Розсохувата — балка в Оскільській і Барвінківській громадах, впадає у Береку неподалік від її гирла[38][25]

- Татарка — балка в Оскільській і Барвінківській громадах, впадає у Береку неподалік від її гирла[39][10]

- Алечеваха — точне місце впадіння невідоме[40]

- Грушеваха — точне місце впадіння невідоме[41]

- Пилівка — точне місце впадіння невідоме[42]

## Цікаві факти
У зв'язку з будівництвом каналу «Дніпро — Донбас», який пройшов по заплаві нижньої течії Береки, гідрологічні характеристики річки були змінені. Так, зменшилася довжина із 102 (за іншими джерелами — 113) до 82 км, та зменшилася водозбірна площа із 2680 км² до 897 км².